# 茆坪村
茆坪村是中国浙江省杭州市桐庐县富春江镇下辖的一个村。

## 历史文化
2014年11月25日，茆坪村公布为第三批中国传统村落
2019年1月21日,茆坪村公布为第七批中国历史文化名村。